# FFH-Gebiet Kleiner Geestrücken südlich Dörpling
Das FFH-Gebiet Kleiner Geestrücken südlich Dörpling ist ein NATURA 2000-Schutzgebiet in Schleswig-Holstein im Kreis Dithmarschen im Norden der Gemeinde Tellingstedt. Es liegt in der Landschaft Heide-Itzehoer Geest (Landschafts-ID 69301), die vom Bundesamt für Naturschutz (BfN) als Landschaft mit geringerer naturschutzfachlicher Bedeutung bewertet wird. Diese ist wiederum Teil der Naturräumlichen Großregion 2. Ordnung Schleswig-Holsteinische Geest.
Das FFH-Gebiet Kleiner Geestrücken südlich Dörpling hat eine Fläche von 42 Hektar. Die größte Ausdehnung liegt in Nordostrichtung und beträgt 818 Meter. Der höchste Punkt des FFH-Gebietes liegt mit 16 Meter im Südteil (Lage). Der niedrigste Bereich befindet sich im Norden auf Meereshöhe. Das FFH-Gebiet grenzt im Osten an das Österborsteler Moor und im Süden an das Kätner Moor. Im Norden und Westen fällt das Gebiet zum Tal der Tielenau ab, die das Gebiet von West nach Ost in einem begradigten Bett bei einer mittleren Sohlbreite von 2 Meter als Verbandsgewässer des Sielverbandes Tielenau umfließt. In diese wird ein Teil des Oberflächenwassers des FFH-Gebietes direkt abgeführt. Im Süden entwässert das Gebiet in die Hinschenmoorau, die über die Twisselau nach Norden in die Tielenau mündet. Letztere mündet bei Tieleburg in die Eider, die beim Eidersperrwerk die Nordsee erreicht.
Das FFH-Gebiet besteht zu sieben Zehnteln aus der FFH-Lebensraumklasse Feuchtes und mesophiles Grünland, gefolgt von Anderes Ackerland, Binnengewässer und Heide und Gestrüpp, siehe Diagramm 1.
Auf den ersten Blick ist der Sinn dieses FFH-Gebietes nicht zu erkennen. Es besteht mittlerweile zur Hälfte aus intensiv genutzten Maisanbauflächen, der Rest ist intensiv genutztes Grünland. Das einzige Erhaltungsziel in diesem FFH-Gebiet ist die Erhaltung einer kleinen Anzahl von Kammmolchen in mehreren kleinen Laichgewässern.

## FFH-Gebietsgeschichte und Naturschutzumgebung
Der NATURA 2000-Standard-Datenbogen (SDB) für dieses FFH-Gebiet wurde im Juni 2004 vom Landesamt für Landwirtschaft, Umwelt und ländliche Räume (LLUR) des Landes Schleswig-Holstein erstellt, im September 2004 als Gebiet von gemeinschaftlicher Bedeutung (GGB) vorgeschlagen, im November 2007 von der EU als GGB bestätigt und im Januar 2010 national nach § 32 Absatz 2 bis 4 BNatSchG in Verbindung mit § 23 LNatSchG als besonderes Erhaltungsgebiet (BEG) bestätigt. Der SDB wurde zuletzt im Mai 2017 aktualisiert. Der Managementplan für das FFH-Gebiet wurde im Dezember 2006 veröffentlicht.

Das FFH-Gebiet grenzt im Osten und Süden an das am 15. April 1980 gegründete Landschaftsschutzgebiet „Großes Moor/Kätner Moor“. Der größte Teil des FFH-Gebietes liegt im Biotop Zu 002 „Gletscherschürfbecken von Schalkholz - Pahlhude“ und dem Schwerpunktbereich Nummer 182 „Dellstedter Moore mit Tielenau-Niederung, Dörplinger und Höveder Moor“ des landesweiten Biotopverbundsystems. Es ist über mehrere Wirtschaftswege für Radfahrer und Fußgänger gut erreichbar. Zwei Wege führen auch in das Gebiet hinein. 

## FFH-Erhaltungsgegenstand
Laut Standard-Datenbogen vom Mai 2019 sind folgende FFH-Lebensraumtypen (LRT) und Arten für das Gesamtgebiet als FFH-Erhaltungsgegenstände mit den entsprechenden Beurteilungen zum Erhaltungszustand der Umweltbehörde der Europäischen Union gemeldet worden (Gebräuchliche Kurzbezeichnung (BfN)): FFH-Lebensraumtypen nach Anhang I der EU-Richtlinie:
- 3150 Natürliche und naturnahe nährstoffreiche Stillgewässer mit Laichkraut oder Froschbiss-Gesellschaften (Gesamtbeurteilung C)[9]

Arten gemäß Artikel 4 der Richtlinie 2009/147/EG und Anhang II der Richtlinie 92/43/EWG und diesbezügliche Beurteilung des Gebiets:
- 1166 Kammmolch (Gesamtbeurteilung B)[11]

Als einziger FFH-Lebensraumtyp im FFH-Gebiet wird der LRT 3150 Natürliche und naturnahe nährstoffreiche Stillgewässer mit Laichkraut oder Froschbiss-Gesellschaften im SDB vom Mai 2017 aufgeführt, siehe auch Diagramm 2. Hierbei handelt es sich um zwölf teilweise neu angelegte fischfreie Stillgewässer, die über das ganze Gelände verteilt liegen und die jeweils eine Fläche zwischen 152 und 551 Quadratmeter haben. Sie dienen dem europaweit streng geschütztem Kammmolch und anderen Amphibienarten als Laichhabitat.

Die aktuelle Biotopkartierung des Landes Schleswig-Holstein (Stand Juli 2022) weist einen weiteren LRT aus, der noch nicht im letzten SDB enthalten ist. Es handelt sich um ein Flurstück mit dem LRT 9190 Alte bodensaure Eichenwälder auf Sandebenen mit Stieleiche mit einer Fläche von 0,5 Hektar im Südosten am Übergang zum Österborsteler Moor. Daneben gibt es noch zwei gesetzlich geschützte Biotope vom Biotoptyp Sonstige Kleingewässer mit einer Wasserfläche von insgesamt 228 Quadratmeter.

## FFH-Erhaltungsziele
Aus den oben aufgeführten FFH-Erhaltungsgegenständen werden als FFH-Erhaltungsziele von besonderer Bedeutung die Erhaltung folgender Lebensraumtypen und Arten im FFH-Gebiet vom Ministerium für Energiewende, Landwirtschaft, Umwelt und ländliche Räume des Landes Schleswig-Holstein erklärt:
- 1166 Kammmolch

Aus den oben aufgeführten FFH-Erhaltungsgegenständen werden als FFH-Erhaltungsziele von Bedeutung die Erhaltung folgender Lebensraumtypen und Arten im FFH-Gebiet vom Ministerium für Energiewende, Landwirtschaft, Umwelt und ländliche Räume des Landes Schleswig-Holstein erklärt:
- 3150 Natürliche und naturnahe nährstoffreiche Stillgewässer mit Laichkraut oder Froschbiss-Gesellschaften

## FFH-Analyse und Bewertung
Das Kapitel FFH-Analyse und Bewertung im Managementplan beschäftigt sich unter anderem mit den aktuellen Gegebenheiten des FFH-Gebietes und den Hindernissen bei der Erhaltung und Weiterentwicklung der FFH-Lebensraumtypen und Arten. Die Ergebnisse fließen in den FFH-Maßnahmenkatalog ein.
Das FFH-Gebiet befindet sich vollständig im Privatbesitz und wird ausschließlich landwirtschaftlich von dort ansässigen Landwirten genutzt. Ein Verkauf von Flächen an die Stiftung Naturschutz Schleswig-Holstein wird von den Besitzern ausgeschlossen. Mit allen Eigentümern und Pächtern sind jedoch langfristige freiwillige Vereinbarungen zur Umsetzung des Managementplanes abgeschlossen worden.
Über den tatsächlichen Bestand an Kammmolchen im FFH-Gebiet gibt es weder eine konkrete Zahl, noch eine grobe Schätzung. In der Roten Liste des Landes Schleswig-Holstein des Jahres 2018 wird das Landesvorkommen als „mäßig häufig (mh)“ mit kurzfristig „mäßiger Abnahme (↓)“ und langfristig „starkem Rückgang («)“ eingestuft.

## FFH-Maßnahmenkatalog
Der FFH-Maßnahmenkatalog im Managementplan ist in diesem Fall sehr übersichtlich. Die Maßnahmen sind in einer kurzen anonymisierten Tabelle für jedes Flurstück eingetragen und über freiwillige Vereinbarungen abgesichert. Es sollen insgesamt vier neue Stillgewässer angelegt werden. Bestehende Gewässer werden durch die Stiftung Naturschutz gepflegt. Zwei Flurstücke mit Kleingewässern am Knickrand werden gemäß einer genehmigten Nutzungsänderung von Grünland in Maisacker umgewandelt. Man kam überein, dass der Maisanbau geringere Auswirkungen auf den Bestand an Kammmolchen habe, als eine intensive Grünlandnutzung mit mehrmaliger Mahd im Jahr.

## FFH-Erfolgskontrolle und Monitoring der Maßnahmen
Eine FFH-Erfolgskontrolle und Monitoring der Maßnahmen findet in Schleswig-Holstein alle 6 Jahre statt. Die Ergebnisse des letzten Monitorings wurden am 21. März 2012 veröffentlicht. Im Zeitraum 2016 bis 2019 wurde eine Nachkartierung des FFH-Gebietes mit Angabe der Biotop- und FFH-Lebensraumtypen durchgeführt. Danach sind nur knapp drei Prozent der Fläche mit einem Schutzstatus belegt, siehe Diagramm 3.